# Língua isoco
Isoco é uma língua Edóide, uma das línguas do estado Delta do sul da Nigéria falado pelo povo Isoko em Isoko Sul, Norte e parte de das Áreas de governo local na Nigéria de Ndokwa Leste  do Delta, no sul do país, delta do rio Níger. Também é falado em algumas partes de Bayelsa (estado). 
A língua  tê, ,uita similiaridade entre elas e com  eles e de Edo com outras línguas edoides, o povo isoko é “uma nacionalidade étnica composta de pessoas e suas raízes ancestrais podem ser rastreadas através da história até o reino Aka da hoje Cidade do Benim, Nigéria, atestado pela linguística] e semelhanças culturais que existem entre o povo Isoko e o povo Benin (Aka)” embora algumas das comunidades ou clãs Isoko tenham origens anexadas às línguas Ibo e Unobo. Cerca de 750.000 pessoas se consideram Isoko. Língua como uma marca de identidade e desempenha um papel importantíssimo na vida de um povo. A língua Isoko  porém, está ameaçada de extinção conforme relatado por Idudhe (2002), em decorrência do descaso no ensino, aprendizagem e uso. A língua Isoko tem cerca de 20 a 21 dialetos, mas o dialeto Aviara/Uzere é o dialeto padrão.
Michael A. Marioghae, trabalhando com Peter Ladefoged em 1962, fez uma das poucas gravações de áudio de exemplos de palavras  do Isoko Meridional que estão disponíveis no arquivo de fonética da UCLA  arquivo de fonética.

## Fonologia
- Alfabeto  A B D E Ẹ F G H I J K L M N O Ọ P R S T U V W Y Z
- Vogais  A E Ẹ I O Ọ U
- Consoantes B D F G H J K L M N P R S T V W Y Z – Dígrafos GB, GH, KP, HW, WH, TH, SH, NW, NY, CH

## Saudações
| Quanto tempo!               | U kri nọ!      | Kinọ ẹro!                 |
| --------------------------- | -------------- | ------------------------- |
| Muito bem!                  | Whọ kobiruo    | Whọ daoma/Do              |
| Adeus                       | Yere ob'uwou   | Jọ tou tou                |
| Como está sua família       | Ẹvẹ ẹkuẹ ra?   | Kọ ẹvẹ obọ uwou?          |
| Espero que esteja tudo bem? | Wha sasa?      |                           |
| o que você comeu?           | Whọ re emu no? | Whọ re ọrẹ no?/whọ lọ no? |
| Bom dia/Boa tarde           | Merigwẹ        | Do                        |
| Muito obrigado              | WHẸ KOBIRUO    | Do                        |

## Amostra de tedto
```
(Pai Nosso - Mateus 6:9-13)
```

9.	Fikiere wha lẹ epa onana: Ọsẹ mai nọ ọ rọ obọ odhiwu, Odẹ ra ojọ ọrẹri.
10.	Uvie ra oze, Epanọ a rọ obọ odhiwu ru orọ eva ra, ru re a jọ akpọ na ru ere re.
11.	Rehọ emu inẹnẹ kẹ omai nẹnẹ;
12.	Rehọ osoriọ mai vrẹ omai, wọhọ epanọ ma rọ vrẹ eriosa mai;
13.	Who su omai ruọ ẹdawọ họ, Rekọ si omai no eyoma <reff>Bíblia em Marys Rosaries</ref}
Português
9.	9. Assim, pois, orai: Pai nosso que estás nos céus, santificado seja o teu nome.
10.	10. Venha o teu reino. Seja feita a tua vontade assim na terra como no céu.
11.	11. Dá-nos hoje o pão nosso de cada dia.
12.	12. E perdoa-nos as nossas dívidas, assim como perdoamos aos nossos devedores.
13.	13. E não nos deixes cair em tentação, mas livra-nos do mal, porque teu é o reino, o poder e a glória para sempre. Amém 